# Nahanni Nemzeti Park
A Nahanni Nemzeti Parkot (angolul Nahanni National Park Reserve, franciául Réserve de parc national de la Nahanni) a kanadai Északnyugati területeken alakították ki a Ragged Range (Csipkézett hegylánc) hátságban (a „Kanadai Kordillerákban”, tehát a Mackenzie-hegységben és a Sziklás-hegység északi részén). 
1978-ban ez lett a világörökség listáján az első négy természeti helyszín egyike.

## Természeti földrajza, földtani felépítése
Területe 4765,6 km², tengerszint feletti magassága 180–2640 m.

### Domborzata
Tájegységei:
- Selwyn-hegység,
- Liard-fennsík,
- Mackenzie-fennsík,
- Mackenzie-hegység és a
- Dél-Nahanni folyórendszer egyheted része.[2]

### Vízrajza
Fő vízfolyása a Dél-Nahanni folyó, amelyen a Niagara-vízesésnél kétszer magasabb, 92 m magas Virginia-vízesés csodálható meg. Négy hatalmas kanyonja az Első, Második, Harmadik és Negyedik nevet viseli. A leghosszabb 19 km-es, a legmélyebb 1300 m mély. A második legjelentősebb folyó a Flat
A mészkőfalak az Első északi részén látványos karsztjelenségekben gazdag barlangokat rejtenek.
A park látványos geológiai értéke a számos forró hőforrás és forró vizű tó.

## Élővilága
A park túlnyomó részén tundra, illetve tajga nő, mintegy 600-féle edényes növénnyel, köztük 325 mohafajjal. A magasabb térszíneken az erdőhatárig fekete- és fehér fenyő (Pinus nigra), Abies alba) nő, a völgyekben gyakoriak a nyárfák (Populus spp.)
Állatvilága is jellegzetesen északi. A 40 emlősfaj közül a nagyobbak:
- alaszkai vadjuh,
- havasi kecske,
- farkas,
- fekete medve,
- grizzly,[1]
- rénszarvas (karibu),
- jávorszarvas,
- virginiai szarvas.[2]

A parkban mintegy 170 madárfajt figyeltek meg. Nagyobb madarak:
- szirti sas,
- vándorsólyom,
- trombitás hattyú.[2]

A forró, kénes-meszes vizek ezen a zord vidéken olyan mikroklímát hoznak létre, amelyben otthon érzik magukat olyan a mérsékelt égövi növények is, mint az ibolya, az orchidea vagy az őszirózsa.

## Hagyományai
Az 1972-ben alapított park területének története tele van misztikummal. Neve a denék, az őslakosok nyelvén annyit jelent: lélek. Tabu területnek számított, ahol a belépőre misztikus lények vadásztak. Az első európaiak aranyásók voltak. Az első jelentős lelet után elkezdődött az ideáramlásuk, s ez újabb rémtörténetek keletkezéséhez vezetett, nem ok nélkül: sokan tűntek el nyomtalanul, vagy kerültek meg holtan. Beszédesek a parkban található geológiai alakzatok nevei: Fej nélküli ember hegye, Temetkezőhegy, Halottak völgye. Ma a terület szinte teljesen elzárt, csak hidroplánnal vagy helikopterrel közelíthető meg. Éppen ezért gyéren látogatott: évente mindössze 600–800 turista keresi fel.